# Geroldo di Baviera
Geroldo, detto il Giovane, (... – 1º settembre 799) era un nobile alemanno che prestò servizio al re franco Carlo Magno, come prefetto (marchese) della marca Avara, come prefetto della marca Orientale e come prefetto (marchese) della Baviera nell'attuale Germania sud-orientale.
Geroldo ebbe un ruolo significativo nell'integrazione della Baviera nel regno franco durante l'espansione carolingia tra la fine dell'VIII e l'inizio del IX secolo. Geroldo garantì la continuità del dominio bavarese degli Agilolfingi, da cui era discendente, e prese provvedimenti per integrare i bavaresi nel più ampio regno franco. Geroldo era parente sia degli Agilolfingi, dinastia reggente della Baviera da secoli, sia della stirpe Carolingia. Gli Agilolfingi avevano governato la Baviera dai tempi del duca Garibaldo I nel 548. Geroldo, figlio di Geroldo di Vinzgouw e di Emma d'Alemannia, apparteneva a questa dinastia (anche se gli storici, per comodità, hanno identificato anche la stirpe dei Geroldini) e sua sorella Ildegarda era sposata con Carlo Magno nel 771. Grazie a questi legami familiari, fu nominato prefetto (marchese) di Baviera in seguito alla deposizione del duca Tassilone III nel 788. Geroldo era un superbo comandante militare, e grazie a ciò venne promosso a prefetto come difensore del confine orientale dell'impero carolingio. Nel 799 Geroldo cadde in battaglia contro gli Avari, poco dopo che lo stesso Avari uccise a tradimento il suo alleato e fratello, Enrico, duca del Friuli. 

## Conquista carolingia della Baviera e deposizione del duca Tassilone III
La dinastia degli Agilolfingi resse la posizione di duca dei Bavari dal 548 al 788, anno in cui il duca Tassilone III fu deposto sulla scia della sua resa del ducato di Baviera. Nel 787, in seguito alle conquiste del regno dei Longobardi e della Sassonia da parte dei Franchi, il re franco Carlo Magno, invase la Baviera dalla Pannonia, determinato a prendere questo territorio e renderlo uno stato cuscinetto contro gli Avari, proprio come aveva fatto in Friuli. Nell'ottobre del 787, non essendo stato in grado di organizzare un'adeguata difesa contro i Franchi, Tassilone III fu costretto a cedere alle pressioni franche, arrendendosi a Carlo Magno, nella speranza di continuare a reggere la Baviera come vassallo del re franco. Nel 788 però, dopo che Tassilone III resse la Baviera per un poco di tempo, Carlo Magno lo fece accusare retroattivamente poiché aveva tradito i Franchi, e in particolare il padre di Carlo Magno, Pipino, anni prima. Tassilone III fu condannato a morte ma la sentenza fu commutata e Tassilone III fu condannato all'esilio monastico. Tassilone III alla fine sarebbe stato convocato per rinunciare ad ogni rivendicazione sul titolo ducale. 

## Il governo di Geroldo come prefetto (marchese) della Baviera
Carlo Magno nominò Geroldo prefetto di Baviera nel 788, dopo l'esilio di Tassilone III. Geroldo era un candidato ideale poiché era il cognato di Carlo Magno; sua sorella Ildegarda aveva sposato Carlo Magno nel 771, poiché era normale che i re carolingi prendessero le loro mogli dall'aristocrazia degli stati vicini. Geroldo discendeva inoltre della dinastia degli Agilolfingi, i sovrani tradizionali della regione. Ciò avrebbe aiutato la Baviera, e in particolare l'aristocrazia bavarese, a compiere una transizione graduale dal ducato alla prefettura franca. La Baviera si considerava sa sempre uno stato indipendente, ma le dinastie franco-merovingie e carolinge lo consideravano un ducato fraterno, lontano, ribelle, eppure ancora franco. Con Geroldo al potere, avente legami sia con l'aristocrazia bavarese di Agilolfingi sia con i carolingi attraverso Carlo Magno, sarebbe stato più facile per la Baviera entrare nel regno franco.
Geroldo stabilì il suo centro di potere a Lorch. Da qui gli fu concesso un potere considerevole rispetto ad altri conti dell'impero carolingio, emettendo decisioni definitive su questioni come le eredità della chiesa, oltre a essere responsabile dell'esercito bavarese in tempo di guerra. Geroldo continuò a combattere gli Avari a sud-ovest. Carlo Magno nominò successivamente Geroldo prefetto della Baviera, ben consapevole della sua abilità militare, comportandosi più come un comandante militare piuttosto che di un amministratore civile. Nel 789 Geroldo diete all'abbazia di San Gallo diverse terre attorno al fiume Necker. 

## Guerre contro gli Avari
Gli Avari, un popolo nomade e centroasiatico dell'Asia centrale, erano situati lungo quelle che vengono definite le marche orientali della Baviera e dove il comando militare di Geroldo doveva essere concentrato per tutta la sua carriera come prefetto della Baviera. Fu, ad esempio, descritto negli Annales Regni Francorum come "guardia del confine con gli Avari". Gli storici hanno indicato la guerra con gli Avari come una delle più importanti guerre di Carlo Magno che abbia mai condotto. Ciò è dovuto allo zelo e alla tenacia con cui i Franchi combatterono, in particolare il contingente bavarese di Geroldo. 
La guerra con gli Avari iniziò dopo la deposizione di Tassilone III, l'ultimo duca di Baviera, prima della piena presa dello stato da parte dei Franchi, nel 787. Tassilone III fu accusato di aiutare gli Avari in una guerra con i Franchi, promettendo di attaccarli con i suoi soldati bavaresi se gli Avari avessero invaso il regno franco. Questa accusa d itradimento nei confronti dei Franchi, culminò nel suo esilio. Nonostante la deposizione di Tassilone III, gli Avari decisero di cominciare lo stesso una guerra. Gli Avari condussero due campagne contro i Franchi, invadendo la Baviera, ed entrambe le volte furono respinte da Geroldo, che aveva appena assunto il comando dell'esercito nelle marche orientali della Baviera e del contingente bavarese. Nel 791 i Franchi invasero con successo negli Avari, battendoli continuamente in battaglia, ma mai in modo decisivo. 
Alla fine gli "Anelli degli Avari", un gruppo di grandi fortezze che gli Avari avevano costruito, furono violati dagli sforzi collettivi di Geroldo e dei suoi bavaresi, di Enrico del Friuli, suo fratello, e del re Pipino d'Italia. I Franchi distrussero le fortezze, le saccheggiarono, inviando molte grandi ricchezze ad Aquisgrana, la capitale di Carlo Magno, e procedettero a respingere gli Avari, indebolendo considerevolmente la loro presa sulle marche degli Avari e della Pannonia occidentale, senza però spezzare completamente le loro capacità militari. I frutti del saccheggio a danno degli Avari furono esposti dai Carolingi in molti altri stati, come il regno di Mercia. Le truppe bavaresi, guidate da Geroldo assieme a quelle di Pipino, re d'Italia, figlio di Carlo Magno, riuscirono in seguito a spingere gli Avari oltre il Tibisco, più in profondità in Pannonia. Poiché gli Avari non erano inclini a combattere battaglie su larga scala, i Franchi, con il supporto, gli uomini e le armi che Carlo Magno aveva raccolto a Ratisbona, erano ora pronti a sferrare il colpo mortale contro gli Avari. Nel 797 e 799 Carlo Magno arrivò in Baviera, radunando una grande forza di Franchi, Alemanni, Bavaresi e gli italici di re Pipino d'Italia, a Lorch, dove Geroldo aveva stabilito la sua corte. Queste due campagne ebbero un enorme successo nello spingere gli Avari verso est verso il Danubio.

## Morte
Nel 799 gli Avari offrirono doni a Carlo Magno in segno di pace. Gli Avari avrebbero continuato a spezzare questa pace attaccando il Friuli; durante l'assedio di Tersatto, fu ucciso il conte del Friuli, Enrico, fratello di Geroldo. Come punizione per quest'atto, Geroldo marciò con il suo contingente bavarese in Pannonia per affrontare gli Avari. È in quest'ultima campagna che morì Geroldo. Le fonti sono in disaccordo tra loro e riportano molte versioni della sua morte; alcune riportano che sia caduto in battaglia, altre sia stato assassinato o altre ancora che sia stata vittima di fuoco amico durante la disposizione delle sue forze per la battaglia contro gli Avari. Il corpo di Geroldo fu portato nell'abbazia di Reichenau, nella Germania meridionale, dove fu sepolto. Sulla sua tomba c'era scritto:
Huius iura loci cunctis qui viribus auxit,

Pannoniis vera Ecclesiae pro pace peremptus,

Oppetiit saevo Septembribus ense Kalendis,

Sideribusque animam dedit. Artus Saxo fidelis

Abstulit, huc retulit dignoque hic clausit honore.»
che ha fatto tutto ciò che era in suo potere per aumentare i diritti di questo luogo [Reichenau];

[fu] ucciso in Pannonia [combattendo] per la vera pace della Chiesa.

Incontrò la spada selvaggia alle calende di settembre [1 settembre],

e ha consegnato la sua anima al cielo. I suoi arti sassoni fedeli

portato via e portato qui, e li ha chiusi qui in onore degno.»
Carlo Magno e i Franchi avrebbero continuato a sconfiggere gli Avari, costringendoli a divenire sedentari, a causa dell'ostilità dagli slavi ad est. Tuttavia la Baviera, sotto Audulfo, avrebbe avuto un ruolo molto più secondario nella guerra di Avari dopo la morte di Geroldo.

## Eredità
Dopo la morte di Geroldo nel 799 in battaglia con gli Avari, la sua fama sopravvisse. La Baviera, ormai introdotta nel regno dei Franchi di Carlo Magno, continuò a fungere come baluardo orientale del sistema franco. La Baviera vide una crescente importanza all'interno del regno franco, a cui successe Ludovico il Pio. Geroldo, mentre era al potere, era in grado di esercitare la legge bavarese tradizionale e le nuove usanze dei Franchi, permettendo alla terra da lui presieduta di passare da un ducato ribelle a un ingranaggio integrato e funzionante nella macchina del regno franco. Geroldo fu anche visto dagli autori medievali come un campione della fede, paragonato a un martire cristiano, in lotta per la pace della chiesa: questa visione è riscontrabile nella Visio Wettini di Heito e di Valafrido Strabone, dove dice: 
Questo può essere visto come l'inizio della tradizione delle guerre per estendere i confini della cristianità combattendo gruppi pagani come gli Avari, conquistare nuove terre per diffondere la religione cristiana. Geroldo diede anche gran parte delle sue terre a vari enti ecclesiastici. Questa era una parte considerevole, dato che Geroldo discendeva da alcuni dei più ricchi aristocratici alemanni dell'epoca. Ciò è nuovamente menzionato nella Visio Wettini, in base al quale si dice che Geroldo abbia dichiarato che:
Questo potrebbe essere un riferimento ad un altare che ha dedicato a Maria a Reichenau, sul quale è scritto:
Questa dedizione di Geroldo serve a rafforzare il fatto che egli fosse davvero un campione della religione cristiana. Egli lasciò la propria eredità agli enti ecclesiastici, corroborando la tradizione di ricchi cristiani franchi che fanno donazioni agli enti ecclesiastici. 

## Ascendenza
|                     |          |          | Genitori |  |  | Nonni |  |  | Bisnonni |  |  | Trisnonni |  |
|                     |          |          |          |  |  |       |  |  | …        |  |  | …         |  |
|                     |          |          |          |  |  |       |  |  | …        |  |  | …         |  |
|                     |          | …        |          |  |  |       |  |  | …        |  |  |           |  |
| …                   |          |          |          |  |  |       |  |  | …        |  |  |           |  |
|                     |          | …        | …        |  |  |       |  |  |          |  |  |           |  |
|                     |          | …        | …        |  |  |       |  |  |          |  |  |           |  |
|                     |          | …        | …        |  |  |       |  |  |          |  |  |           |  |
| Geroldo di Vintzgau |          | …        |          |  |  |       |  |  |          |  |  |           |  |
|                     |          | …        | …        |  |  |       |  |  |          |  |  |           |  |
|                     |          | …        | …        |  |  |       |  |  |          |  |  |           |  |
|                     |          | …        | …        |  |  |       |  |  |          |  |  |           |  |
| …                   |          | …        |          |  |  |       |  |  |          |  |  |           |  |
|                     |          | …        | …        |  |  |       |  |  |          |  |  |           |  |
|                     |          | …        | …        |  |  |       |  |  |          |  |  |           |  |
|                     |          | …        | …        |  |  |       |  |  |          |  |  |           |  |
| Geroldo di Baviera  |          | …        |          |  |  |       |  |  |          |  |  |           |  |
|                     | Huoching | Gotfrido |          |  |  |       |  |  |          |  |  |           |  |
|                     | Huoching | Gotfrido |          |  |  |       |  |  |          |  |  |           |  |
|                     | Huoching | …        |          |  |  |       |  |  |          |  |  |           |  |
| Hnabi               | Huoching |          |          |  |  |       |  |  |          |  |  |           |  |
|                     |          | …        | …        |  |  |       |  |  |          |  |  |           |  |
|                     |          | …        | …        |  |  |       |  |  |          |  |  |           |  |
|                     |          | …        | …        |  |  |       |  |  |          |  |  |           |  |
| Emma d'Alemannia    |          | …        |          |  |  |       |  |  |          |  |  |           |  |
|                     |          | …        | …        |  |  |       |  |  |          |  |  |           |  |
|                     |          | …        | …        |  |  |       |  |  |          |  |  |           |  |
|                     |          | …        | …        |  |  |       |  |  |          |  |  |           |  |
| …                   |          | …        |          |  |  |       |  |  |          |  |  |           |  |
|                     |          | …        | …        |  |  |       |  |  |          |  |  |           |  |
|                     |          | …        | …        |  |  |       |  |  |          |  |  |           |  |
|                     |          | …        | …        |  |  |       |  |  |          |  |  |           |  |
|                     |          | …        |          |  |  |       |  |  |          |  |  |           |  |